# Frank Benton
Frank Benton (* 5 de julio de 1852, Coldwater, Míchigan - febrero de 1919) fue un apicultor estadounidense.
Fue educado en el Colegio de Agricultura de Míchigan estudiando agricultura e idiomas. A la edad de 22 años se desempeña durante 2 años como maestro rural en Detroit al sudeste del estado. Trabaja como apicultor en Tennessee, Alabama, Georgia, Carolina del Sur, Carolina del Norte, y Virginia Occidental retornando a Detroit en 1876.

## Viajes
En 1881 este joven apicultor viaja a Sri Lanka (Ceilán), Singapur, y Java (Indonesia) en búsqueda de Apis dorsata Fabricius, llamada la abeja gigante de oriente. Durante 6 meses viaja por oriente, editando sus crónicas en el Journal Americano de Abejas American Bee Journal. Los apicultores estadounidenses siguen las crónicas atentamente en el journal mencionado. 
En esos días apicultores de los Estados Unidos escriben sobre el descubrimiento de un híbrido de Apis dorsata con Apis mellifera que denominan Apis americana según Lorenzo Langstroth en su libro de 1878.
En la década de 1880 Benton y D. A. Jones de Beeton, Canadá viajan al Viejo Continente y logran que establece un criadero en Europa de Apis mellifera cyprus para exportar esta subespecie a los Estados Unidos. 
Los viajes de Benton son financiados en parte por Jones y en parte por la Michinghan State Beekeepers Association.
En 1890 retorna a los Estados Unidos e ingresa al Departamento de Agricultura del Ministerio de Agricultura de los Estados Unidos, siendo el primer especialista en Apicultura.
gentler races. En 1899, escribe Las abejas melíferas: un manual para la instrucción en agricultura (The Honey Bee: A Manual For Apicultural Instruction), de 118 páginas para los nuevos apicultores (Benton 1899). 
Inventa la cajita Benton para mantener las reinas fecundadas en cautiverio y poder trasladarlas. Esta cajitas son utilizadas en la apicultura comercial hasta la fecha. Siempre continúa con la cría de reinas y la introducción de nuevas subespecies a los Estados Unidos. La labor de este apicultor fue importante para la apicultura, viviendo en épocas críticas en cuanto a la economía de esta práctica se refiere.